# Santuário Ang Trapaing Thmor
O Santuário Ang Trapaing Thmor é uma área protegida de Camboja, no local de um grande projeto de irrigação do Khmer Vermelho, construído durante a década de 1970. O santuário foi registado no dia 1 de Janeiro de 1999 e abrange uma área de 10 250 hectares. A área foi reservada para proteger o raro Grou Sarus (Grus antigone sharpii). Antes da descoberta do grou em Traache Thmor, havia-se pensado que haveria menos de 1000 pássaros deixados vivos no mundo.

## Localização e acessos
O santuário do grou fica situado na zona ocidental do norte do Cambodja, não muito longe da fronteira com Tailândia. Os 10 mil hectares inteiros da área protegida estão contidos dentro do distrito de Phnum Srok, da província de Banteay Meanchey. O distrito de Phnum Srok compartilha uma fronteira com as províncias de Siem Reap e de Oddar Meanchey. Numa leitura geográfica do norte no sentido dos ponteiros do relógio, Phnum Srok faz fronteira com Banteay Ampil e Chong Kal de Oddar Meanchey. A divisa oriental do distrito é compartilhada com os distritos de Srei Snam e de Kralanh, da província de Siem Reap. Ao sul o distrito compartilha uma fronteira com Preah Net Preah, de Banteay Meanchey. A borda ocidental do distrito junta-se com os distritos de Svay Chek e de Thmor Pouk, igualmente de Banteay Meanchey. O santuário tem acesso por estrada a partir de Sisophon (a 70 km) ou da cidade de Siem Reap (a 90 km), inicialmente através da rodovia nacional número 6 e, em seguida, através de estradas do distrito para Ang Trapaing Thmor.

## Outra fauna
O Santuário de Ang Trapaing Thmor é também uma área de conservação importante para um número de outras espécies ameaçadas. Uma espécie de primata globalmente ameaçada, o macaco de cauda longa (Macaca fascicularis) pode ser encontrado dentro do santuário. Uma espécie globalmente ameaçada de ungulados - o veado de Eld (Rucervus eldii) - e três espécies de tartarugas ameaçadas - a tartaruga-caixa asiática (Cuora amboinensis), a tartaruga malaia (Malayemys subtrijuga) e a tartaruga alongada (Indotestudo elongata) - também se encontram dentro de Ang Trapaing Thmor.